# Usina de Hexafluoreto de Urânio

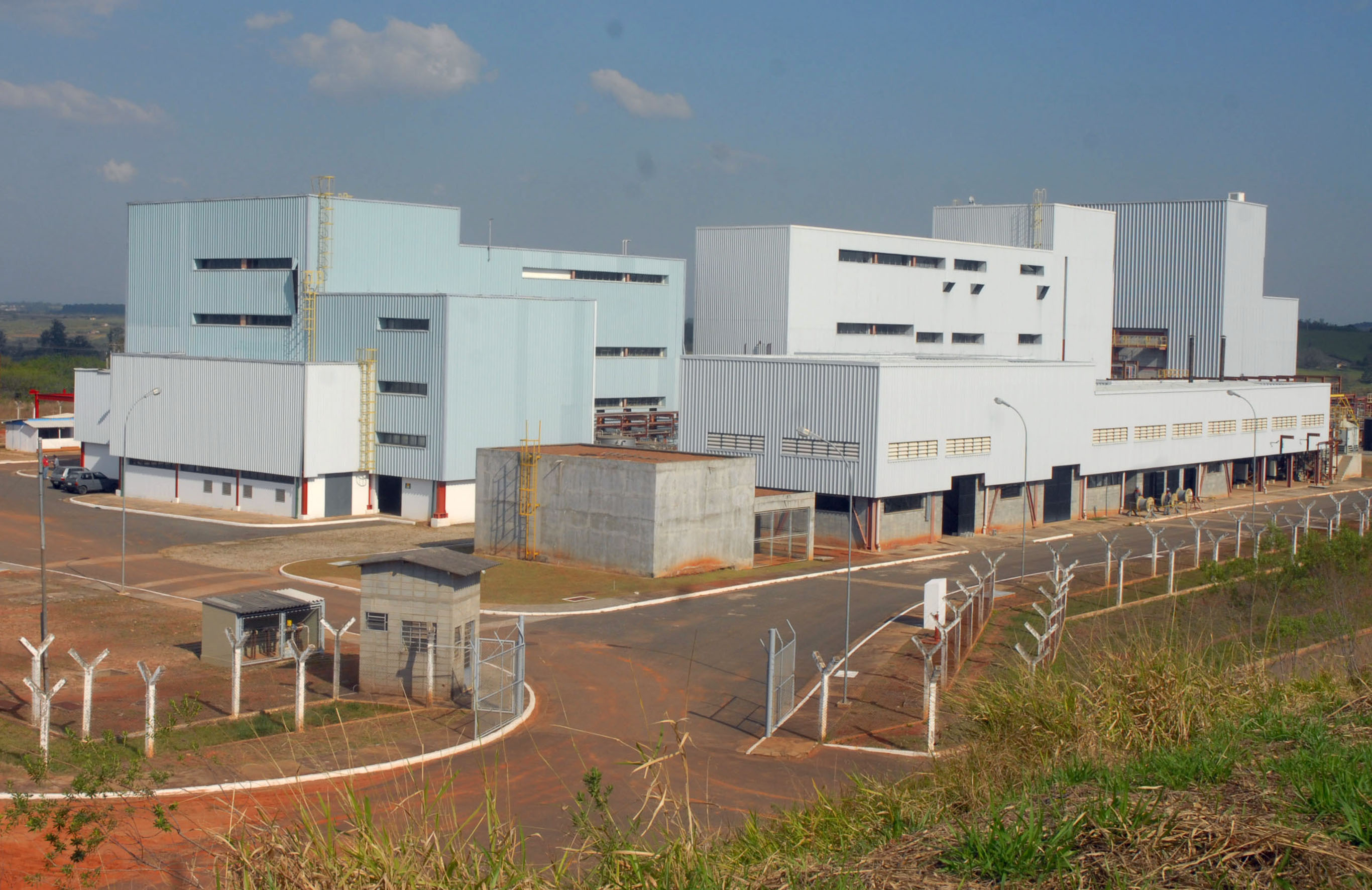
Usina de Hexafluoreto de Urânio. Foto:Valter Campanato/ABr.

A Usina de Hexafluoreto de Urânio é uma unidade da Marinha do Brasil que deverá entrar em funcionamento em 2010, responsável pela transformação de concentrado de urânio em gás UF-6, que funciona como combustível. Ficará sediada em Iperó, em São Paulo.